# 투캅스
《투캅스》(영어: Two Cops)는 1993년 개봉한 대한민국의 코미디 영화이며 박중훈 자리에는 당초 최민수가 낙점됐으나 강우석 감독과의 마찰 때문에 좌절됐고 《이화예술필름》에서 진행할 예정이었지만  사정상 여의치 않게 되면서 강우석 감독이 직접 프로덕션을 차려 만들었다.
한편, 지수원 자리에는 최진실 이소라  등이 물망에 올랐다.

## 줄거리
베테랑 형사 조윤수는 경찰학교를 수석으로 졸업한 신참 강민호를 새로운 파트너로 맞는다. 이상주의자인 강민호는 항상 자신의 원칙을 고수하며 자신의 지위를 이용하려는 비도덕적인 조윤수와 자주 충돌한다. 강민호는 조윤수를 자기편으로 만들려고 하지만 실패한다. 어느 날, 술집에서 일하는 아름다운 여인이 도움을 청하러 경찰서에 오고, 강민호는 그녀와 사랑에 빠진다. 그는 그녀를 보기 위해 자주 술집에 가기 시작하고, 점차 조윤수처럼 변해간다. 조윤수는 처음에는 이를 기뻐하지만, 강민호의 태도 변화에 딜레마를 겪기 시작한다.

## 등장 인물

### 주인공
- 안성기: 조윤수 형사 역
- 박중훈: 강민호 형사 역
- 지수원: 수원 역

### 주변 인물
- 김혜옥: 조윤수 형사 아내 역
- 심양홍: 이동규 경찰서장 역
- 양택조: 형사과장 역
- 최종원: 태성 역
- 임대호: 황조 역
- 권용운: 꼴통 역
- 윤문식: 박 사장 역
- 김일우: 반장 역
- 이기영: 목사 역
- 주호성: 김전문 형사 역[4]

### 그 외 인물
- 강신범: 변태 살인범 역
- 김윤희: 여경 역
- 강성진: 소매치기 역
- 신종태: 강민호 형사의 정보원 역
- 한태일: 가라오케 사장 역
- 안진수: 동료 형사 역
- 김현우: 동료 형사 역
- 홍충길: 동료 형사 역
- 한명환: 반장 역
- 이석구: 반장 역
- 박부양: 과장 역
- 박종설: 과장 역
- 나갑성: 감찰반장 역
- 홍윤정: 저택 여주인 역
- 김다영: 조윤수 형사의 딸 은지 역
- 김수로: 경찰서 정문 근무 의경 역
- 서평석: 노점상 가요테이프 장수 역
- 이재성: 슬롯머신 웨이터 역
- 길달호: 슬롯머신 손님 역
- 박문석: 가라오케 웨이터 역
- 김주희: 여경 역
- 전현정: 여경 역
- 권영심: 여경 역
- 한혜숙: 여경 역
- 김형혜: 여경 역
- 서범식

### 특별출연
- 김보성: 이형구 형사 역

## 제작진
- 감독: 강우석
- 조감독: 김상진, 권규오, 유흥삼, 이장욱
- 스크립터: 이혜영
- 각본: 김성홍
- 촬영부: 김윤수, 안병길, 최효령, 윤일중
- 촬영: 정광석
- 조명: 신학성
- 조명부: 원명준, 박순봉, 지길수, 홍승표
- 스틸: 윤진호, 진희문
- 기획: 권영락, 전양준
- 제작실장: 김인수
- 제작부장: 김근철
- 제작진행: 고형욱
- 제작: 강우석
- 동시녹음: 김범수
- 효과: 양대호
- 음악: 최경식
- 미술: 조융삼, 오상만, 김복일
- 소품: 아트디렉터
- 편집: 김현
- 특수효과: 김철석, 천동환
- 음악편집: 윤봉운
- 붐맨: 최재호, 김경태
- 돌비녹음: 김경일
- 색보정: 김승호
- 마케팅: 홍수경, 나선녀, (주)킴벌리안
- 현상: 영화진흥공사
- 편집보: 경민호, 변윤정
- 스턴트: 유창국, 이형길
- 옵티컬: 윤종두
- 자막: 주광동
- 홍보사진: 유재학, 임기택
- 캐스팅디렉터: 이숙
- 기획실장: 고형욱
- 경리: 유인자
- 버스: 신순식, 정진호
- 용달: 전정호
- 보조출연: MTM, 한국예술

## 관련영화사
- 강우석 프로덕션 (제작, 배급)